# Acetólisis
Tratamiento químico propuesto por Otto Gunnar Elias Erdtman en palinología para destruir el contenido citoplasmático en granos de polen o esporas y conservar únicamente las paredes formadas por esporopolenina. La esporopolenina es una sustancia resistente al tratamiento químico de acetólisis, en el que se emplea una mezcla de ácido sulfúrico y anhídrido acético. Este tratamiento permite una mejor observación y estudio de las paredes de granos de polen y esporas al microscopio óptico, en superficie y en sección.